# Operace Atlantic Resolve

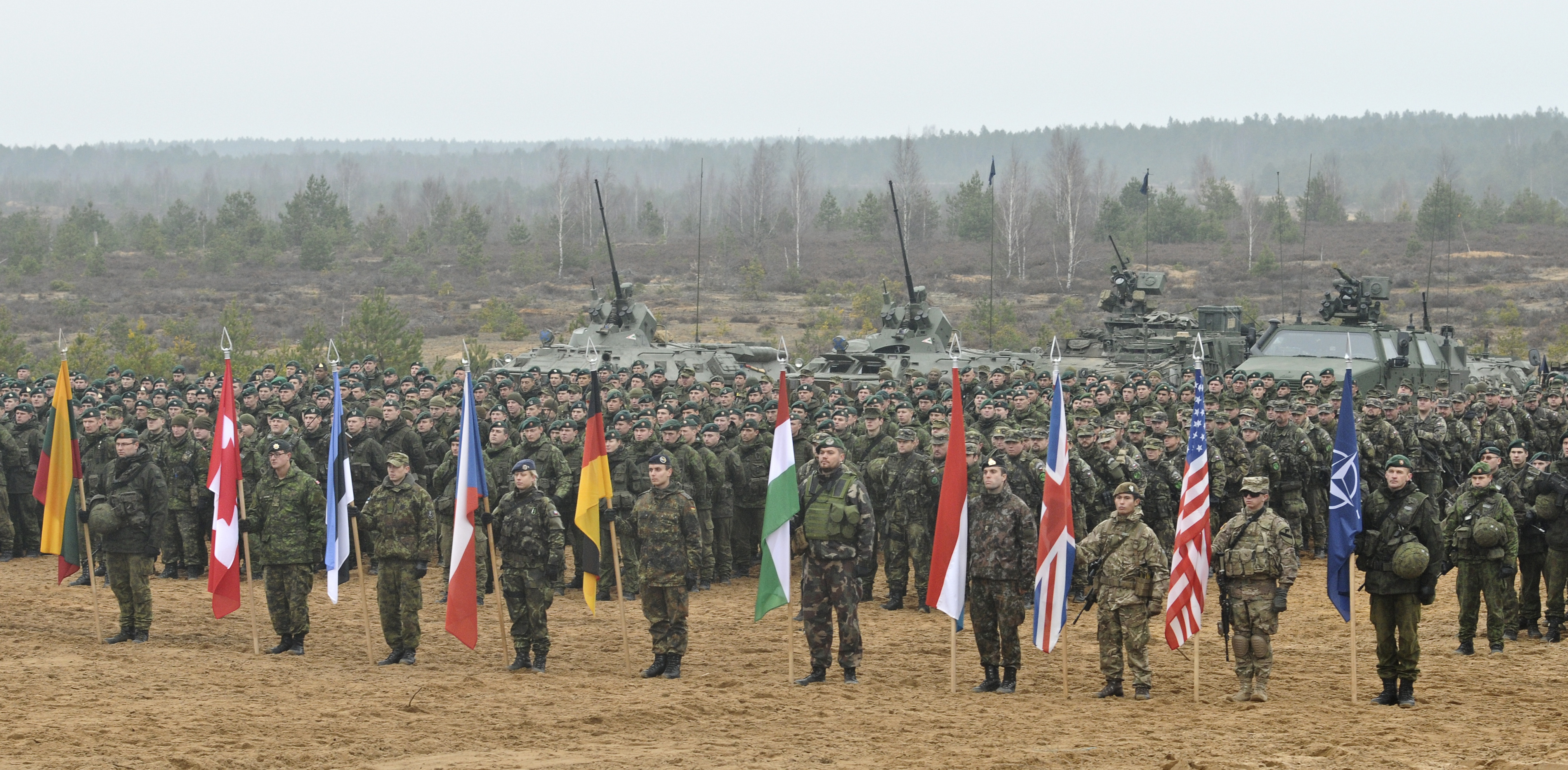
Závěrečný ceremoniál společného cvičení Iron Sword 2014 v Litvě, do kterého se zapojilo zhruba 2 500 vojáků z Česka, Estonska, Maďarska, Německa, Litvy, Lucemburska, Kanady, Spojeného království a Spojených států.

Operace Atlantic Resolve (Atlantické odhodlání) je souhrnné označení pro probíhající úsilí Spojených států amerických s cílem podpořit a posílit spojence NATO v Evropě, zejména v souvislosti s ruskou anexí Krymu a válkou na východní Ukrajině. Od začátku operace v roce 2014 došlo k posílení přítomnosti armádních, leteckých a námořních sil v regionu a rozšíření dříve naplánovaných vojenských cvičení.

## Silniční přesun
V polovině března 2015 oznámil mluvčí americké armády ve Wiesbadenu, že konvoj armádních vozidel (včetně obrněných transportérů Stryker) podnikne přes Polsko a Česko přesun zpět na svoji základnu v německém městě Vilseck. K tomu následně došlo mezi 20. březnem a 1. dubnem 2015.